# Caterina d'Asburgo (regina del Portogallo)
Caterina d'Asburgo (Torquemada, 14 gennaio 1507 – Lisbona, 12 febbraio 1578) fu regina del Portogallo.

## Biografia
Era l'ultima figlia di Giovanna regina di Castiglia detta la Pazza e del duca di Borgogna Filippo I d'Asburgo.
Non conobbe mai il padre perché lui morì prima della sua nascita e, in seguito alla morte di Filippo, la madre Giovanna fu rinchiusa, in quanto ritenuta insana di mente, nel castello di Tordesillas. Caterina quindi nacque praticamente in stato di prigionia e condusse una infanzia segregata accanto alla madre. Tra le due si sviluppò un rapporto strettissimo: nel 1518 Carlo, il futuro re di Spagna, visto con i propri occhi lo stato di segregazione in cui viveva la bambina, costretta a guardare i coetanei giocare dall'alto di una torre, la sottrasse di nascosto alla madre. Immediatamente, sia la bambina che Giovanna si lasciarono andare alla disperazione, minacciando di lasciarsi morire: dopo pochi giorni furono ricongiunte.
Caterina crebbe quindi priva di lussi e di una educazione appropriata per il suo rango. Anzi, le stanze in cui alloggiava erano davvero fatiscenti se paragonate ai palazzi regali in cui erano cresciuti e che tuttora abitavano i fratelli più grandi. Insieme alla madre, dovette subire spesso le angherie dei nobili incaricati di sorvegliarle, nutrendosi male e indossando soltanto miseri abiti di lana grezza. Tale ambiente quindi influì sulla sua personalità.

### Matrimonio
Il fratello Carlo V la diede in sposa a Giovanni III Aviz. Le nozze vennero celebrate il 10 febbraio 1525.
Caterina era molto preoccupata per l'educazione della sua famiglia. Accumulò una biblioteca considerevole e stabilì una specie di salone a corte. Ha portato con sé un certo numero di donne studiose, tra cui le umaniste Joana Vaz e Públia Hortênsia de Castro, e la poetessa Luisa Sigea de Velasco. Vaz era responsabile dell'educazione della principessa Maria, così come della nipote di Caterina, anche chiamata Maria.

### Reggenza
Dopo la morte dell'ultimo figlio ed erede al trono nel 1554 e poi di quella del marito nel 1557, Caterina divenne per alcuni anni la reggente del Portogallo in nome del nipote Sebastiano I, che successe al trono a soli tre anni.

### Collezionista
Caterina aveva una delle prime e più belle collezioni di porcellane cinesi in Europa grazie alla sua posizione come sorella minore dell'imperatore Carlo V e regina del Portogallo. Seguiva una tradizione stabilita prima dal re portoghese Manuele I che aveva acquistato porcellane per sua moglie, Maria di Castiglia, che era la zia di Caterina. Tra il 1511 e il 1514, il "Tesoriere delle Spezie" a Lisbona "registrò un totale di 692 pezzi di porcellana e altri prodotti esotici" acquistati per suo conto per Maria di Castiglia. Tra le altre "esotiche" della collezione di Caterina c'erano denti di squalo fossilizzati, una testa di serpente incastonata d'oro, pietre di diaspro a forma di cuore per fermare il sanguinamento, un ramo di corallo usato come protettore contro gli spiriti maligni, pietre di bezoar, un corno di unicorno (una zanna di narvalo) e pile di gemme sciolte e pietre come rubini, smeraldi e diamanti.

### Morte
Caterina si spense, ormai anziana, a Lisbona il 12 febbraio 1578, risparmiandosi così di assistere alla morte di Sebastiano.

## Discendenza
Caterina e Giovanni ebbero nove figli ma solo due raggiunsero l'età adulta:
- Alfonso (1526);
- Maria Emanuela d'Aviz (1527-1545), sposò re Filippo II di Spagna;
- Isabella (1529);
- Beatrice (1530);
- Manuele (1531-1537);
- Filippo (1533-1539);
- Dinis (1535-1537);
- Giovanni Manuele (1537-1554), sposò Giovanna d'Asburgo;
- António (1539-1540).

## Ascendenza
|                         |                       |                          | Genitori                            |  |  | Nonni |  |  | Bisnonni     |  |  | Trisnonni |  |
|                         |                       |                          |                                     |  |  |       |  |  | Federico III |  |  | Ernesto I |  |
|                         |                       |                          |                                     |  |  |       |  |  | Federico III |  |  | Ernesto I |  |
|                         |                       | Cimburga di Masovia      |                                     |  |  |       |  |  | Federico III |  |  |           |  |
| Massimiliano I          |                       |                          |                                     |  |  |       |  |  | Federico III |  |  |           |  |
|                         |                       | Eleonora d'Aviz          | Edoardo del Portogallo              |  |  |       |  |  |              |  |  |           |  |
|                         |                       | Eleonora d'Aviz          | Edoardo del Portogallo              |  |  |       |  |  |              |  |  |           |  |
|                         |                       | Eleonora d'Aviz          | Eleonora d'Aragona                  |  |  |       |  |  |              |  |  |           |  |
| Filippo I               |                       | Eleonora d'Aviz          |                                     |  |  |       |  |  |              |  |  |           |  |
|                         |                       | Carlo I di Borgogna      | Filippo III di Borgogna             |  |  |       |  |  |              |  |  |           |  |
|                         |                       | Carlo I di Borgogna      | Filippo III di Borgogna             |  |  |       |  |  |              |  |  |           |  |
|                         |                       | Carlo I di Borgogna      | Isabella del Portogallo             |  |  |       |  |  |              |  |  |           |  |
| Maria di Borgogna       |                       | Carlo I di Borgogna      |                                     |  |  |       |  |  |              |  |  |           |  |
|                         |                       | Isabella di Borbone      | Carlo I di Borbone                  |  |  |       |  |  |              |  |  |           |  |
|                         |                       | Isabella di Borbone      | Carlo I di Borbone                  |  |  |       |  |  |              |  |  |           |  |
|                         |                       | Isabella di Borbone      | Agnese di Borgogna                  |  |  |       |  |  |              |  |  |           |  |
| Caterina d'Asburgo      |                       | Isabella di Borbone      |                                     |  |  |       |  |  |              |  |  |           |  |
|                         | Giovanni II d'Aragona | Ferdinando I d'Aragona   |                                     |  |  |       |  |  |              |  |  |           |  |
|                         | Giovanni II d'Aragona | Ferdinando I d'Aragona   |                                     |  |  |       |  |  |              |  |  |           |  |
|                         | Giovanni II d'Aragona | Eleonora d'Alburquerque  |                                     |  |  |       |  |  |              |  |  |           |  |
| Ferdinando II d'Aragona | Giovanni II d'Aragona |                          |                                     |  |  |       |  |  |              |  |  |           |  |
|                         |                       | Giovanna Enríquez        | Federico Enriquez                   |  |  |       |  |  |              |  |  |           |  |
|                         |                       | Giovanna Enríquez        | Federico Enriquez                   |  |  |       |  |  |              |  |  |           |  |
|                         |                       | Giovanna Enríquez        | Marina Fernández di Cordoba e Ayala |  |  |       |  |  |              |  |  |           |  |
| Giovanna di Castiglia   |                       | Giovanna Enríquez        |                                     |  |  |       |  |  |              |  |  |           |  |
|                         |                       | Giovanni II di Castiglia | Enrico II di Castiglia              |  |  |       |  |  |              |  |  |           |  |
|                         |                       | Giovanni II di Castiglia | Enrico II di Castiglia              |  |  |       |  |  |              |  |  |           |  |
|                         |                       | Giovanni II di Castiglia | Caterina di Lancàster               |  |  |       |  |  |              |  |  |           |  |
| Isabella di Castiglia   |                       | Giovanni II di Castiglia |                                     |  |  |       |  |  |              |  |  |           |  |
|                         |                       | Isabella del Portogallo  | Giovanni d'Aviz                     |  |  |       |  |  |              |  |  |           |  |
|                         |                       | Isabella del Portogallo  | Giovanni d'Aviz                     |  |  |       |  |  |              |  |  |           |  |
|                         |                       | Isabella del Portogallo  | Isabella di Braganza                |  |  |       |  |  |              |  |  |           |  |
|                         |                       | Isabella del Portogallo  |                                     |  |  |       |  |  |              |  |  |           |  |